# Traktoren Welt Usedom
Traktoren Welt Usedom ist ein technikgeschichtliches Museum in der Stadt Usedom in Mecklenburg-Vorpommern. Das Museum ist ehrenamtlich geführt.

## Entstehung
Für den Aufbau des Museums hat der Verein „Usedomer Traktoren- und Schlepperfreunde e.V.“ Fördermittel vom Land erhalten. Das lange brachliegende Gelände wurde von Vereinszugehörigen für das Museum nutzbar gemacht. Die frühere landwirtschaftliche Lagerhalle stand 15 Jahre leer und wurde komplett saniert. Das Dach wurde erneuert, ein Schleppdach neu errichtet. Die Ausstellung umfasst rund 480 m² Hallenfläche sowie ein etwa 7.000 m² großes Außengelände.

## Exponate
Das Museum zeigt historische Traktoren und landwirtschaftliche Geräte aus Ost- und Westdeutschland und aus den damaligen Staaten des Ostblocks, wie Rumänien, Bulgarien und Tschechien zu finden. Die meisten Traktoren befinden sich im Privatbesitz der Vereinsmitglieder, andere Exponate sind Leihgaben von landwirtschaftlichen Betrieben. Besondere Stücke sind ein Porsche Super aus den frühen 1960er Jahren und ein Güldner G 505 von 1968. Neben Traktoren werden auch Erntemaschinen und Bodenbearbeitungsgeräte präsentiert.
Eine Schauwerkstatt bietet Einblicke in Restaurierungsarbeiten. 